# Грамицидин
Грамицидин — гетерогенная смесь пептидных антибиотиков, продуцируемых бактерией Brevibacillus brevis. Соотношение компонентов, грамицидина A, B, CD,D и С(S)), зависит от штамма микроорганизма. Грамицидины A, B, CD и D представляют собой линейные пептиды, в то время как грамицидин С — циклический декапептид.

## История
В 1939 году Рене Дюбо выделил тиротрицин. Позже было показано, что это смесь грамицидина и тироцидина. Это были первые антибиотики, производимые на коммерческой основе.
В 1964 году последовательность грамицидина А была определена Рейнхардом Сарджесом и Бернхадом Виткопом.
В 1971 г. Д. Урри предложил димерную структуру грамицидинов.